# Kam Fong Chun
Kam Fong Chun (* 27. Mai 1918 in Honolulu, Hawaii; † 18. Oktober 2002 ebenda) war ein US-amerikanischer Schauspieler.

## Leben
Kam Fong Chun, in Abspännen von Filmen später auch nur Kam Fong genannt, arbeitete nach seiner Ausbildung an der McKinley High School in Honolulu in der Werft von Pearl Harbor. Er überlebte den japanischen Angriff auf Pearl Harbor im Dezember 1941 auf einem Trockendeck. 1944 starben seine Frau und seine Kinder am Boden, als zwei Flugzeuge der United States Army Air Forces über Honolulu kollidierten und am Boden zerschellten. Fong heiratete jedoch erneut und trat in seiner Heimatstadt der Polizeibehörde bei, der er 18 Jahre lang diente.
Nach einigen kleineren Filmrollen nahm er Ende der 1960er Jahre an einem Casting teil, das die Nebenrollen der neu zu produzierenden Serie Hawaii Fünf-Null besetzte. Fong sprach eigentlich für die Rolle des Serienbösewichts Wo Fat vor, wurde aber für die noch wichtigere Rolle des Detective Chin Ho Kelly engagiert.
Er spielte diese Rolle insgesamt zehn Jahre lang, wobei er meist hinter den Figuren Danny Williams (James MacArthur) und Steve McGarrett (Jack Lord) im Hintergrund blieb. Nichtsdestotrotz war seine Rolle für die Stabilität und Langlebigkeit der bis zu ihrem Produktionsende als längste Polizeiserie der Welt geltende Produktion von hoher Bedeutung. In China war Fong sogar beliebter als der Hauptdarsteller Lord.
Nach seinem Ausstieg aus der Serie 1978 spielte er in verschiedenen Fernsehproduktionen und Serien wie Magnum mit. In dem 1997 erschienenen Fernsehfilm Hawaii Five-O nahm er seine alte Rolle nochmal ein, obwohl er in der 10. Staffel den Serientod gestorben war.
Einer seiner Söhne, Dennis Chun, spielte im Serien-Remake Hawaii Five-0 den Sergeant Duke Lukela, der in der Originalserie allerdings von Herman Wedemeyer und nicht von Fong dargestellt wurde.

## Filmografie (Auswahl)
- 1958: Ghost of the China Sea
- 1968–1978: Hawaii Fünf-Null (Hawaii Five-O, Fernsehserie, 241 Folgen)
- 1982–1985: Magnum (Magnum, p.i., Fernsehserie, 2 Folgen)
- 1991: Goodbye Paradise
- 1997: Hawaii Five-O (Fernsehfilm)